# Казанская, Элеонора Евгеньевна
Элеоно́ра Евге́ньевна Каза́нская (28 сентября 1930, Ленинград, РСФСР — 16 июля 2017, Москва, Россия) — российский кинематографист, актриса и звукорежиссёр.

## Биография
Родилась в дворянской семье, принадлежавшей роду Лопухиных, блокадница.
В 1955 году окончила Ленинградский институт киноинженеров.
Работала на киностудии «Ленфильм» (с середины 1950-х гг.).
Была замужем за режиссёром Адольфом Бергункером.

## Фильмография

### Звукооператор
1. 1967 — Мятежная застава
2. 1968 — Интервенция
3. 1969 — Рудольфио
4. 1969 — Эти невинные забавы
5. 1971 — Дорога на Рюбецаль
6. 1971 — Ход белой королевы
7. 1973 — Дверь без замка
8. 1973 — Исполняющий обязанности
9. 1976 — Строговы
10. 1977 — Девочка, хочешь сниматься в кино?
11. 1979 — Бабушкин внук
12. 1979 — Вторая весна
13. 1979 — Пристань
14. 1980 — Тростинка на ветру
15. 1982 — За счастьем
16. 1982 — Родился я в Сибири
17. 1983 — Небывальщина
18. 1985 — Простая смерть
19. 1986 — Сошедшие с небес
20. 1987 — Апелляция
21. 1987 — Гость
22. 1988 — Предлагаю руку и сердце
23. 1989 — Ад, или Досье на самого себя
24. 1990 — Сломанный свет
25. 1992 — Ключ
26. 1993 — Проклятие Дюран
27. 1998 — Железная пята олигархии

### Актриса
- 1992 — Искупительная жертва — царица Александра Фёдоровна
- 1993 — Конь белый — царица Александра Фёдоровна